# Digonogastra floririna
Digonogastra floririna är en stekelart som först beskrevs av Szepligeti 1906.  Digonogastra floririna ingår i släktet Digonogastra och familjen bracksteklar. Inga underarter finns listade i Catalogue of Life.